# آخیسخا
آخیسخا (به ترکی آذربایجانی: Axısxa) یک منطقه مسکونی در جمهوری آذربایجان است که در شهرستان صابرآباد واقع شده‌است. آخیسخا ۱۳۷۳ نفر جمعیت دارد.